# Wargrave
Wargrave – wieś i civil parish w Anglii, w Berkshire, w dystrykcie (unitary authority) Wokingham. W 2011 civil parish liczyła 3803 mieszkańców. Wargrave jest wspomniana w Domesday Book (1086) jako Weregrave.